# 酷儿无政府主义

酷儿无政府主义代表旗

酷儿无政府主义（英語：Queer anarchism），又称无政府酷儿，是一种无政府主义思想流派，倡导将无政府主义和社会革命作为酷儿解放的手段，并主张废除诸如恐同、恐女、跨性别女性歧视、双性恋恐惧、跨性别恐惧、厌女、异性恋本位、父权制和性别二元论等层级制度。